# Marktplatz 7 (Aindling)

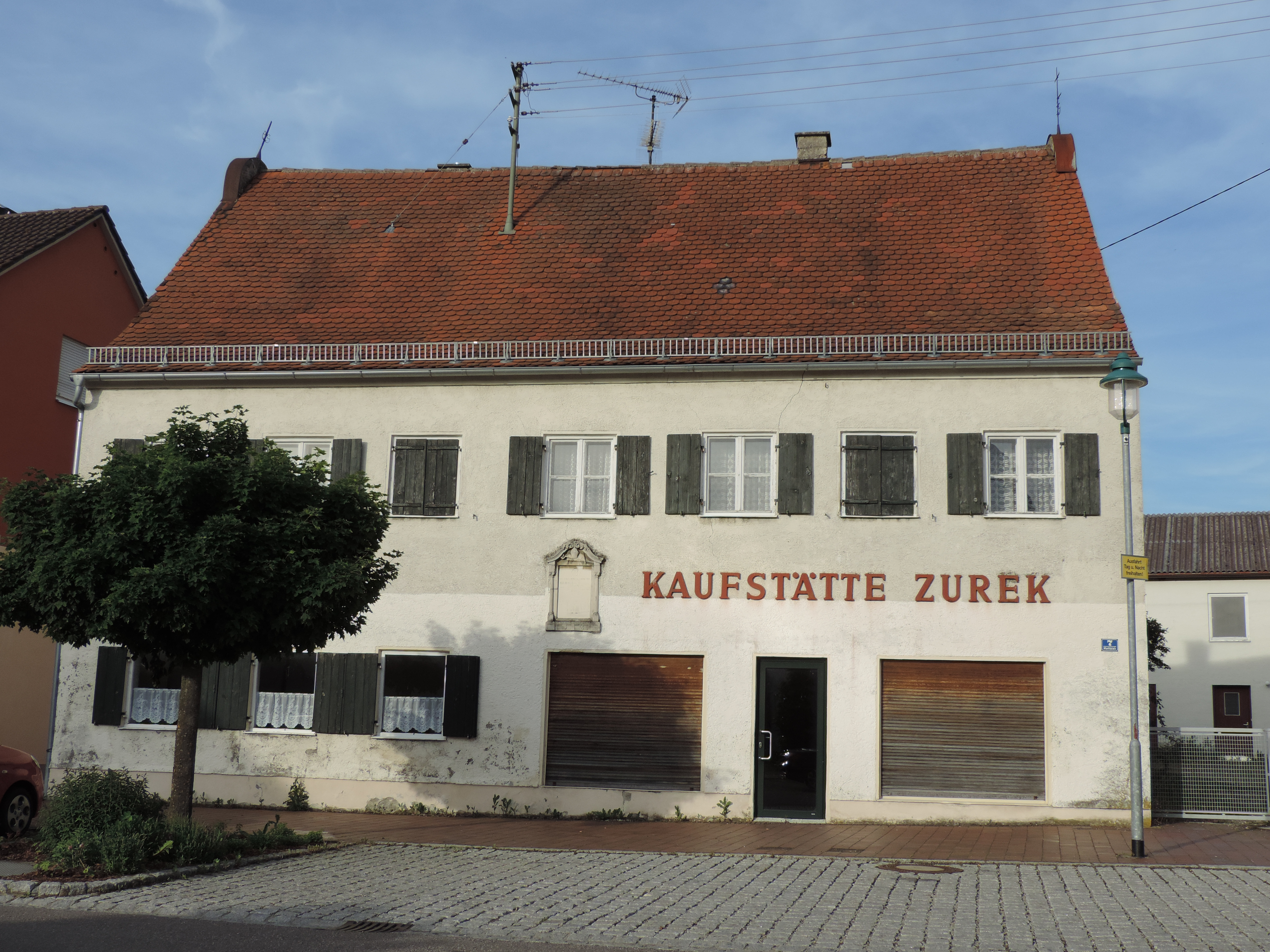
Gebäude Marktplatz 7 in Aindling (2014)

Das Gebäude Marktplatz 7, auch als Beim Hofstätter bezeichnet, in Aindling, einer Marktgemeinde im schwäbischen Landkreis Aichach-Friedberg, wurde Anfang des 18. Jahrhunderts errichtet. Das Wohn- und Geschäftshaus, das Geburtshaus des Passauer Bischofs Heinrich von Hofstätter (1805–1875), ist ein geschütztes Baudenkmal.
Der traufständige zweigeschossige Satteldachbau hat eine erhaltene ursprüngliche Grundrissdisposition mit durchgestecktem Mittelflez. Er gehört zu den Gebäuden, die den Ortsbrand im Jahr 1800 unversehrt überstanden haben.